# Take It Easy
«Take it Easy» es una canción de estilo country-rock escrita por Jackson Browne y Glenn Frey.
Fue grabada por primera vez por los Eagles con Frey como líder vocal, en su álbum de debut de 1972 Eagles.
La versión de Eagles fue su primer sencillo y alcanzó el puesto 12 del Billboard Hot 100.
Propulsó a Eagles al estrellato.
Esta canción está en todos los discos recopilatorios de Eagles y suena en todos sus conciertos.

## Composición

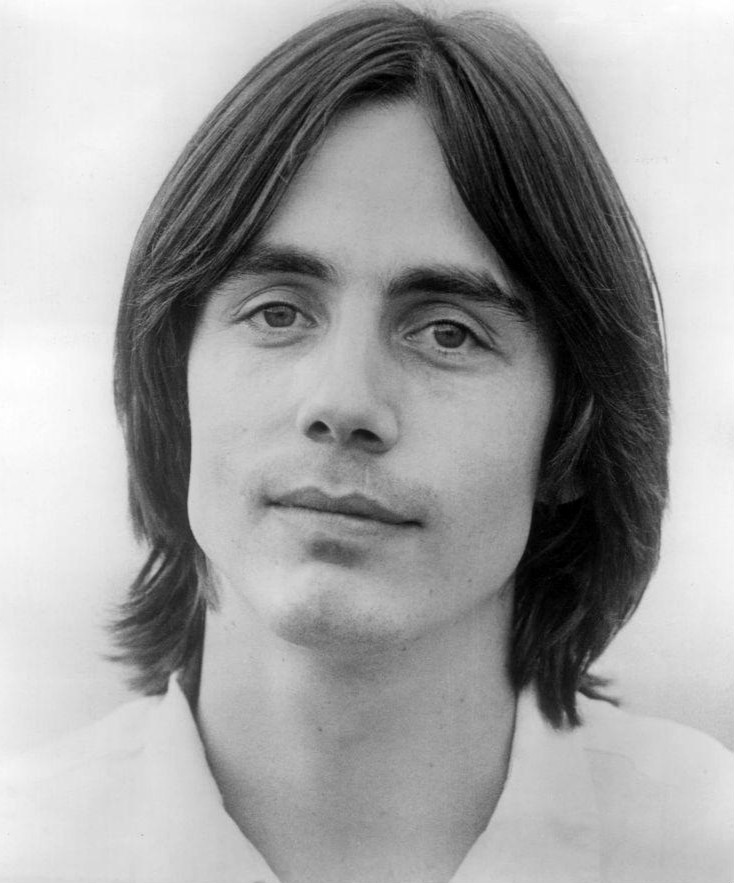
Jackson Browne en 1977.

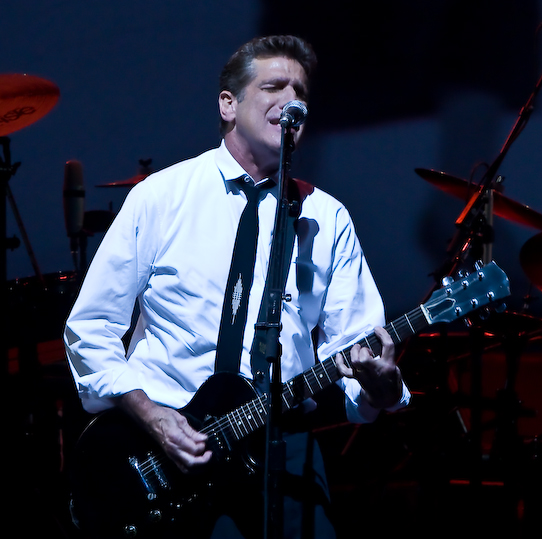
Glenn Frey.

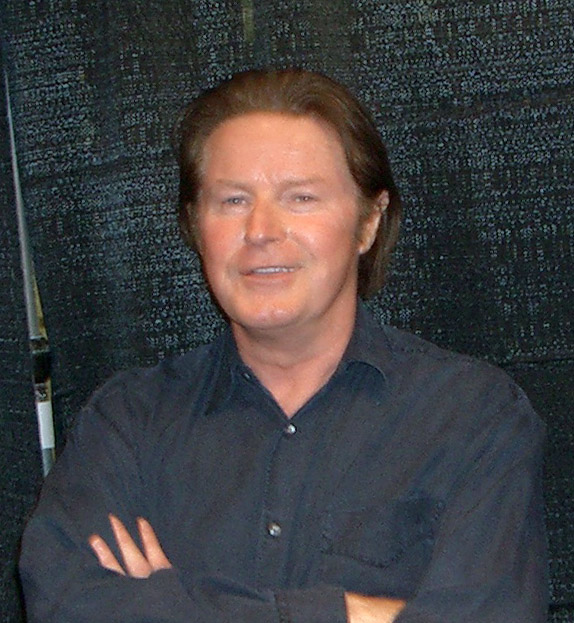
Don Henley en 2006.

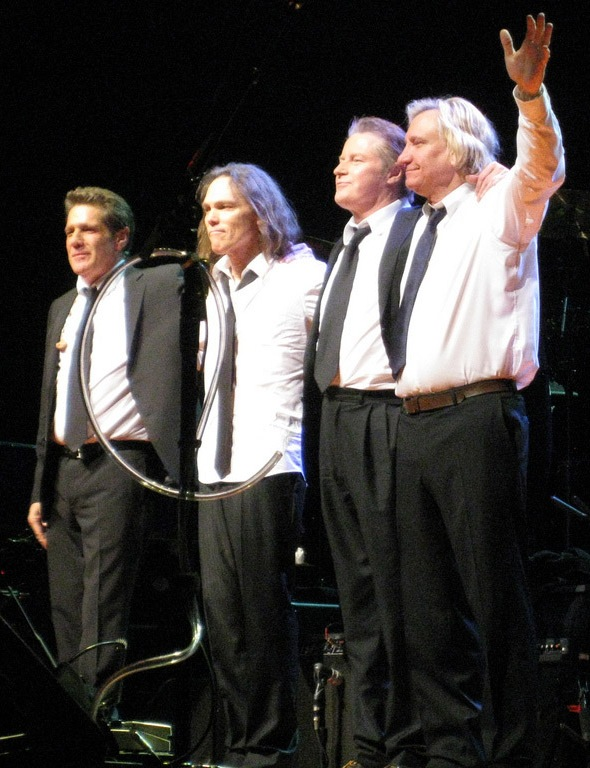
Eagles en 2008.

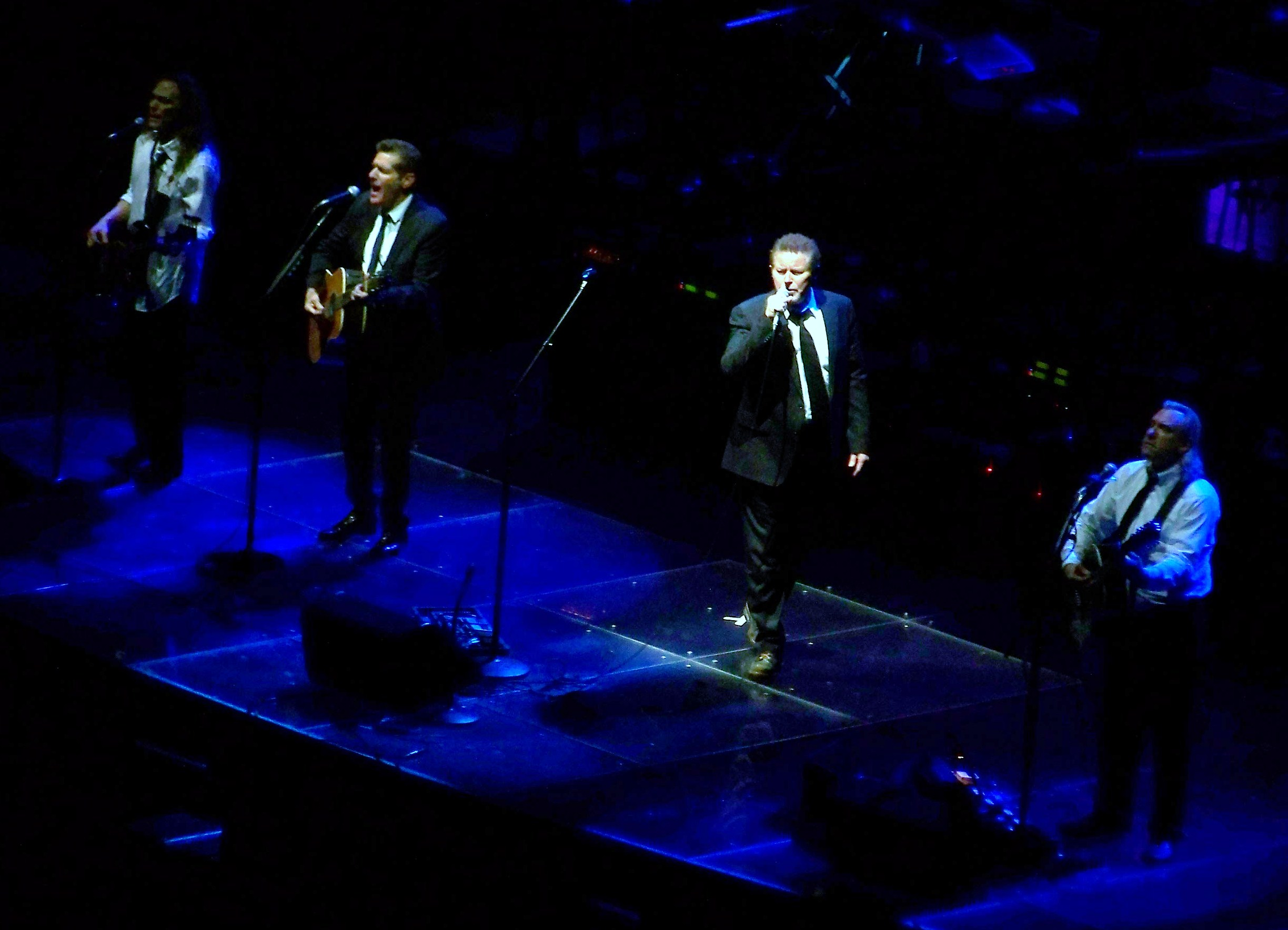
Eagles en Berlín en 2009.

En 1972 Jackson Browne y Glenn Frey eran vecinos en el mismo edificio. Browne practicaba con su piano intentando componer canciones. Había comenzado una canción y se había atascado en el verso

I'm standing on a corner in Winslow, Arizona.

Hacía referencia a una avería que tuvo su coche en Winslow cuando iba a una actuación en Flagstaff. Frey añadió

It's a girl, my Lord, in a flatbed Ford slowing down to take a look at me

Después Browne finalizó la canción.

## Preparación
Glyn Johns comenzó su carrera en 1959 como ingeniero de sonido en los estudios IBC nada más terminar sus estudios.
En la década de 1960 se convirtió en el primer ingeniero de sonido freelance del rock y más adelante pasó de mover botones a ser productor creativo. Produjo Beggars Banquet y Let It Be.
Afirmó:

‘A producer can fuck up an artist’s career much easier than he can enhance it, I’ve just been very lucky to work with the people I have.‘
‘Un productor puede joder la carrera de un artista más fácilmente de lo que puede mejorarla. He sido muy afortunado de trabajar con la gente que he trabajado.’

David Geffen llevó a Glyn Johns a ver a una banda que tocaba en un pequeño club perdido. Glyn no se quedó impresionado porque tocaran bien tratando de ser una banda de rock. Geffen siguió insistiendo y finalmente los vieron ensayar. Cuando se iban a marchar alguien propuso tocar una balada que había compuesto Randy Meisner. Tomaron las guitarras acústicas, rodearon el piano y tocaron Take The Devil mientras los 4 cantaban. Glyn dijo: Eso fue todo. Impresionante. Más adelante traté de introducir más sonido acústico y concentrarlos en las armonías vocales y los arreglos.

## Grabación
En 1972 la canción se grabó en estudio por:
- Glenn Frey: Voz principal, guitarra acústica y coros.
- Don Henley: percusión y coros.
- Bernie Leadon: guitarra principal, banjo y coros. Excepcional músico de country y bluegrass que marcó el rumbo inicial del grupo. Dejó la banda en 1975. El productor Glyn Johns le hizo tocar el banjo con double-time. Les pareció a todos que era una locura, pero la idea funcionó. La canción ya era estupenda y esa pequeña cosa hizo que la canción fuera muy diferente.[2]
- Randy Meisner: bajo y coros. Abandonó el grupo en 1977.

El productor fue Glyn Johns.

## Videos
- Actuación en directo en el California Jam de 1974. Actúan Glenn Frey (voz principal), Randy Meisner (segunda voz), Bearny Leadon (guitarra), Don Henley (batería) y Jackson Browne (piano). Don Felder estaba ausente porque su esposa estaba dando a luz.Eagles / Take It Easy / 1974 California Jam. ontariomotorspeedway. Consultado el 8 de agosto de 2013.
- Concierto en Central Park de Nueva York en 1972. The Eagles - Take It Easy Central Park (1972). Sukhmani Kaur. Consultado el 1 de septiembre de 2015.
- Concierto en vivo. Eagles - Take It Easy - Live Version - HD. ml6575. Consultado el 1 de septiembre de 2015.
- Concierto en Wells Fargo Center, Philadelphia, PA, el 16 de julio de 2013;"Take It Easy" The Eagles@Wells Fargo Center Philadelphia 7. Salvatore Bellamo. Consultado el 1 de septiembre de 2015.
- Versión de Travis Tritt feat de la canción. Participan en el video los miembros de Eagles. Travis Tritt feat. The Eagles-Take It Easy. sandrapalmer69. Consultado el 1 de septiembre de 2015.

## Homenajes

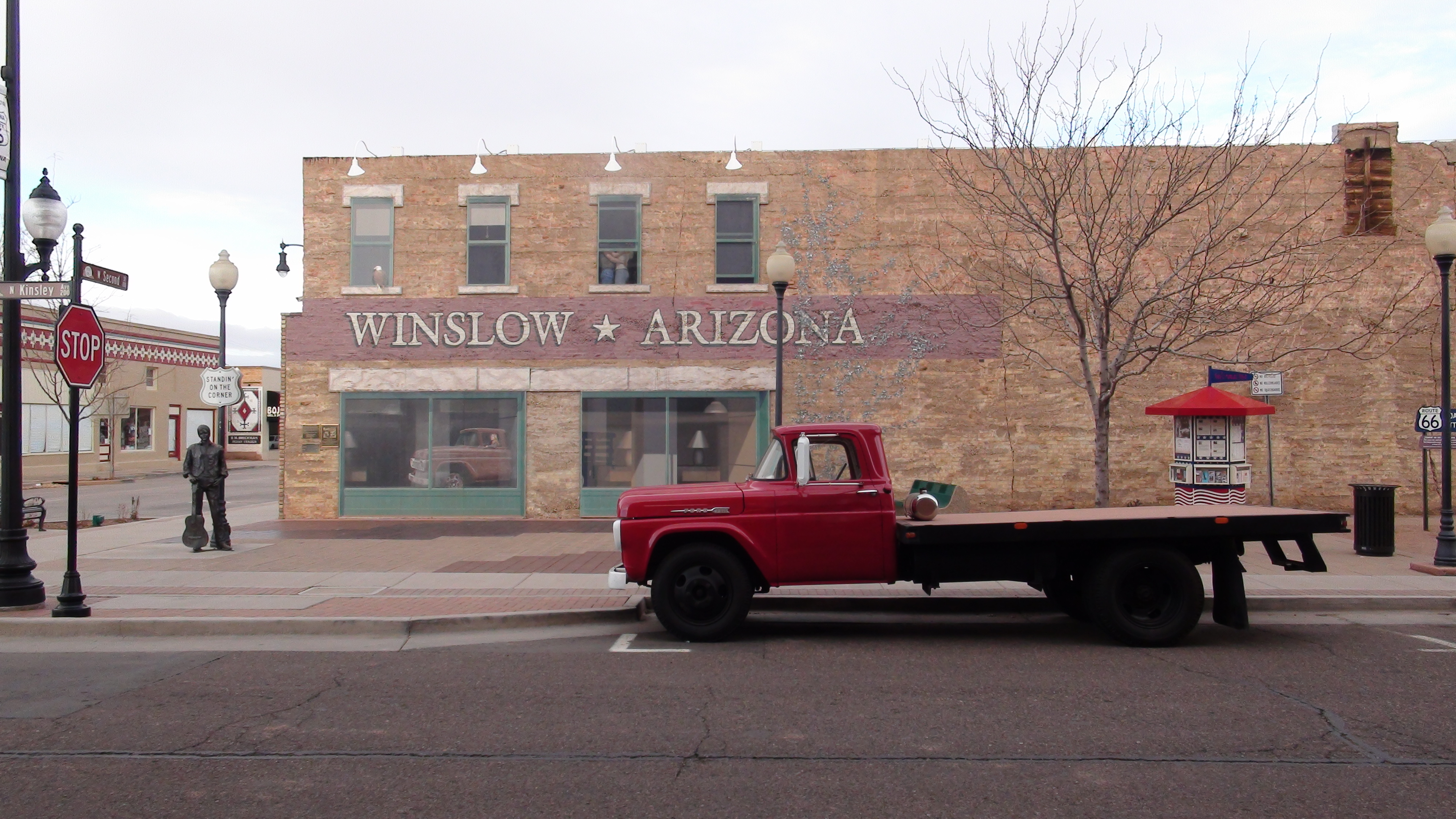
Parque The Standin’ On The Corner en Winslow, Arizona Park

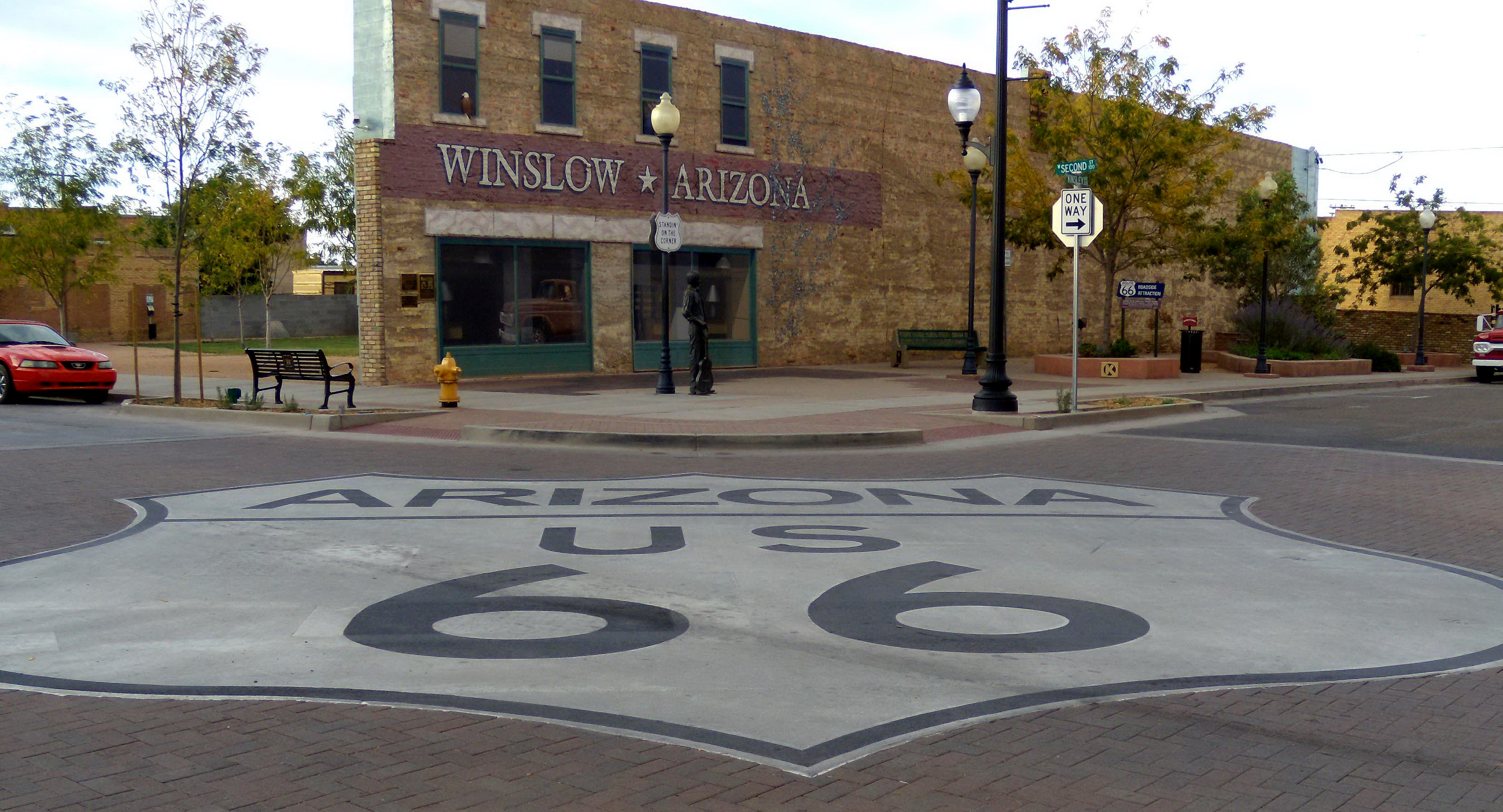
Parque The Standin’ On The Corner en Winslow, Arizona Park

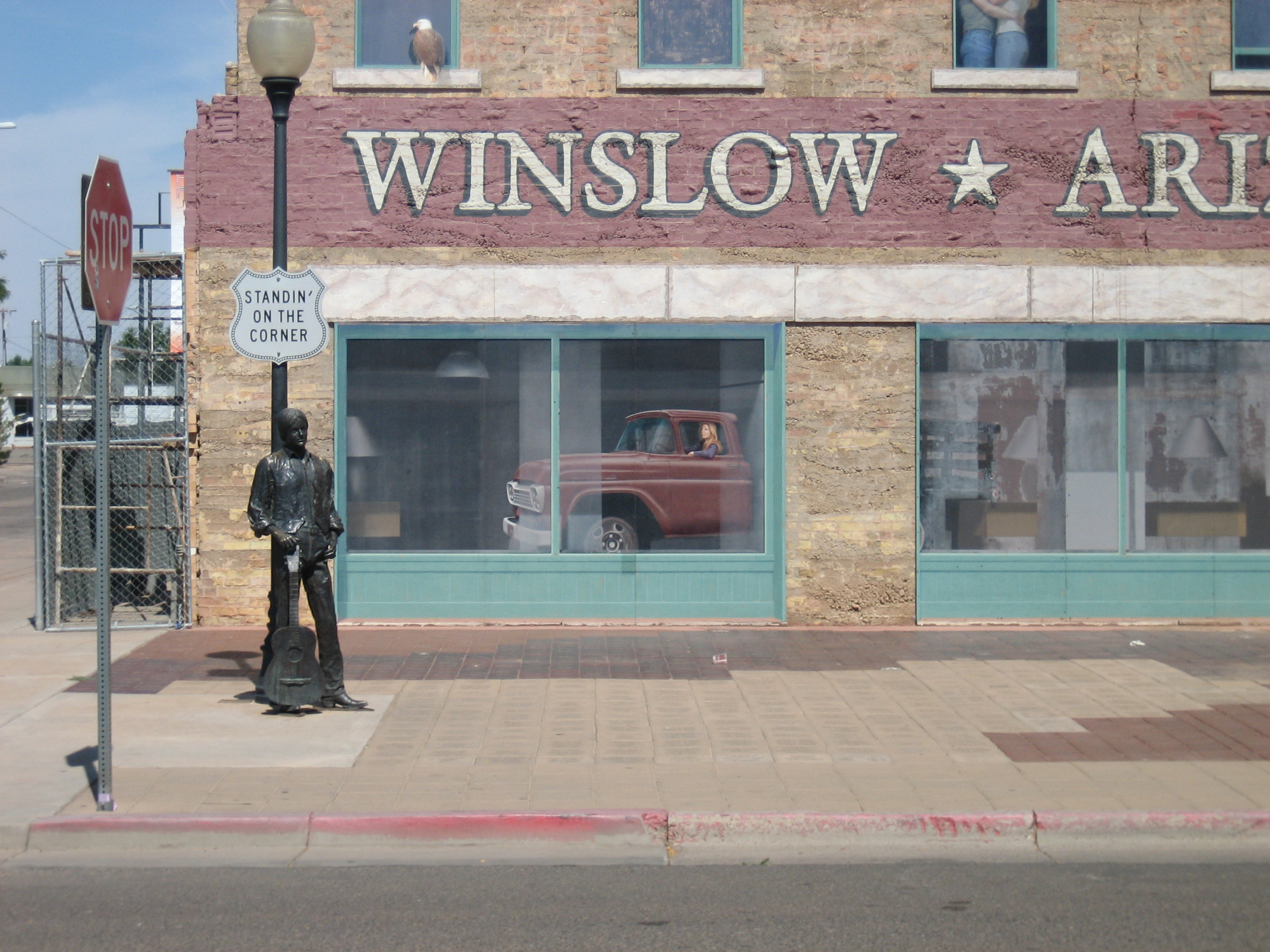
Parque The Standin’ On The Corner en Winslow, Arizona Park

La ciudad de Winslow, Arizona, tenía 9.655 habitantes en 2010 y una de sus atracciones es el cráter producido por un meteorito.
La canción Take It Easy tiene los versos 

‘Well, I'm a standin' on a corner in Winslow, Arizona,

and such a fine sight to see

It's a girl, my Lord, in a flatbed Ford,

slowin' down to take a look at me.‘
‘Estoy en un rincón de Winslow, Arizona,
 con unas vistas tan bonitas.
 ¡Dios!, es una chica en una camioneta Ford,
 frenando para mirarme.‘

En la ciudad de Winslow, Arizona, se creó el parque The Standin’ On The Corner in Winslow, Arizona Park como homenaje a la canción.
La familia Kaufman donó el terreno. El artista John Pugh pintó un mural de dos pisos de alto. El escultor Ron Adamson creó una estatua en bronce de tamaño natural de un hombre de los setenta vistiendo vaqueros, botas, camisa, chaleco y una guitarra apoyada en la punta de la bota.
Hasta 1960 Winslow era la ciudad más grande del norte de Arizona. Tenía una ubicación estratégica en la Ruta 66 hasta que la construcción de la autopista I-40 circunvaló la ciudad. Los negocios cayeron durante 20 años.
En 1994 la Fundación Standin’ On The Corner Foundation (anteriormente llamada La Posada Foundation) se fundó como fundación sin ánimo de lucro para la restauración y renacimiento del centro histórico de Winslow. Compraron La Posada, un hotel y restaurante, diseñado por el arquitecto Mary E. J. Colter.
La Fundación vio la importancia de crear un parque en el corazón de Winslow. 14 personas voluntarias diseñaron el concepto y los planes de construcción. El 29 de mayo de 1997 determinaron que el parque se centraría en la canción Take It Easy. Si no hubiese sido por la canción no habría parque.
El diseño fue evolucionando y se realizaron peticiones a docenas de artistas. El arquitecto Loren Sadler se unió al comité para desarrollar la construcción.
El parque se inauguró el 11 de septiembre de 1999.

## Versiones
Eagles la incluyó en sus álbumes Eagles (1972), Their Greatest Hits 1971-1975 (1976), Eagles' Greatest Hits (1977), Eagles (1978), The Best Of Eagles (1979), Eagles Live (1980), The Legend Of (1988), Best Of The Best (1990), Hell Freezes Over (1994), The Very Best Of The Eagles (1994), 1994 Tour Collection In-Store Play Sampler (1994), Best 10 (1996), Selected Works 1972-1999 (2000), The Very Best Of The Eagles (2001), The Very Best Of (2003), The Complete Greatest Hits (2003), Eagles (2005), The Studio Albums 1972-1979 (2013), Wea-Way - Eagles Best Sampler, The Magic Collection - Hits Of The Eagles, Double Dynamite y Summer In Europe 2014 (2014).
Jackson Browne la incluyó en sus álbumes For Everyman (1973), The Return Of The Common Man (1976), Technicolor Roadshow (1979), Pipeline (1979), On The Road (1979), I'm Alive (1994), Solo Acoustic Volumes 1 & 2 (2008) y Love Is Strange (2010).
Happy Sax la incluyó en su álbum Soft Sounds (1977).
Dale Hicks la incluyó en su álbum Just Once More (1977).
Southside Johnny And The Asbury Jukes la incluyó en su álbum Live - Reach Up And Touch The Sky  (1981).
Glenn Frey la incluyó en su álbum Strange Weather Interview  (1992), y Live (1992).
The Koffers la incluyó en su álbum Live At The Lily (1992).
Travis Tritt participó en el disco homenaje Common Thread: The Songs of the Eagles de 1993.
En el video de la canción participan los miembros de Eagles.
La incluyó en su álbum The Very Best Of Travis Tritt (2007).
Birds of Prey la incluyó en su álbum 25 Years Of The Eagles (Performed By Birds Of Prey)  (1995).
The Nashville Superpickers la incluyó en su álbum The Banjos That Destroyed The World  (1995).
The Philadelphia Symphony Orchestra la incluyó en su álbum Philadelphia Symphony Orchestra  (1996).
Luke Stevenson la incluyó en su álbum Time Pieces  (1998).
Søren Sko la incluyó en su álbum  Unpolished' (2001).
Roch Voisine la incluyó en su álbum L' Aventure Americana  (2010).
Alice Ripley la incluyó en su álbum Daily Practice, Volume 1 (2011).
Patchwork la incluyó en su álbum This Is Patchwork .

### Versiones en español
Kiko Veneno hizo una original versión libre, irreconocible a veces, que incluso grabó con el mismo Jackson Browne en 1999.
La canción fue incluida por Browne en su disco en directo Love Is Strange: En Vivo Con Tino (2010), donde también aparecían Carlos Núñez y Luz Casal.
El dúo español La Tercera República grabó una versión de la canción para su álbum de debut del año 2000.
También el grupo villarrobledense Los Grajos hicieron su propia versión con título () y letra original, en homenaje a los Eagles.